# Проспект Победы (Южно-Сахалинск)
Проспект Победы — одна из главных улиц Южно-Сахалинска, которая имеет протяженность 3040 метров. Улица начинается у площади Победы и заканчивается в гаражном кооперативе, выходя к Солнечному переулку

## Описание
Проспект берет начало у площади победы, далее пересекает почти весь город по широте, и в конце упирается в гаражный кооператив возле Солнечного переулка. Почти на всем протяжении дорога имеет 4 полосы движения, но после пересечения Железнодорожной улицы дорога сужается и становиться 2-х полосной до конца пути.

## История
В мае 1965 года по решению исполнительного комитета Южно-Сахалинского городского Совета депутатов, улицу Южную переименовали в проспект Победы, так как в то время Советский союз готовился в 20-ти летнему юбилею победы над разгромом Нацистской Германии. В 1975 году была сформирована площадь Победы с мемориальным комплексом.